# Babak Alakbarov
Pour les articles homonymes, voir Alakbarov.
Babak Alakbarov (en azerbaïdjanais: Babək  Ələkbərov) était un officier de l'armée azerbaïdjanaise, colonel servant dans le Service national des frontières d'Azerbaïdjan. Il avait participé à la guerre du Haut-Karabakh de 2020. Il avait reçu le titre de héros de la guerre patriotique pour son service pendant la guerre.

## Biographie
Alakbarov est né le 24 décembre 1987, dans le district d'Abcheron de la RSS d'Azerbaïdjan. 
Babak Alakbarov a participé à la guerre du Haut-Karabakh de 2020, qui a débuté le 27 septembre. Alakbarov a été particulièrement actif dans la campagne de la vallée d'Araxe pendant la guerre du Haut-Karabakh en 2020. Il avait rendu compte à Ilham Aliyev de la libération de Zangilan et des ponts de Khoodafarin des séparatistes.

## Prix
- Médaille de distinction du service militaire, par décret du président azerbaïdjanais d'alors, Ilham Aliyev.

- Médaille du «90e anniversaire des forces armées d'Azerbaïdjan (1918–2008)» par décret du président azerbaïdjanais Ilham Aliyev.

- Médaille du 95e anniversaire des forces armées d'Azerbaïdjan (1918–2013) le 25 juin 2013, par décret du président Aliyev.

- Médaille du 100e anniversaire des forces armées d'Azerbaïdjan (1918-2018) le 25 juin 2018, par décret du président Aliyev.

- Médaille du service irréprochable par décret du président Aliyev.

- Médaille de l'héroïsme le 16 août 2016, par décret du président Aliyev[4].

- Médaille Pour la patrie par décret du président Aliyev.

- Titre de héros de la guerre patriotique le 9 décembre 2020, par décret du président Aliyev.

- Médaille pour la libération de Jabrayil le 29 décembre 2020, par décret du président Aliyev[5].

- Médaille pour la libération de Zangilan par décret du président Aliyev.